# Desa Cisaat (administrativ by i Indonesien, Jawa Barat, lat -6,78, long 108,44)
Desa Cisaat är en administrativ by i Indonesien.   Den ligger i provinsen Jawa Barat, i den västra delen av landet, 190 km öster om huvudstaden Jakarta.